# Safari Sound Band
La Safari Sound Band è uno dei più importanti gruppi musicali hotel pop del Kenya.
Hanno inciso alcuni degli album di maggior successo internazionale della produzione discografica keniota, come The Best of African Songs. Molti dei loro brani sono cover di classici della musica pop e hotel pop africana, come Malaika o Jambo Bwana (col titolo modificato in Jambo, Jambo).

## Discografia parziale
- The Best of African Songs (1999)
- Mombasa Moon (1999)
- East Coast Dreams (1999)
- Mambo Jambo (2001)